# 234 Barbara
Barbara (asteroide 234) é um asteroide da cintura principal com um diâmetro de 43,75 quilómetros, a 1,8030202 UA. Possui uma excentricidade de 0,2442783 e um período orbital de 1 346 dias (3,69 anos).
Barbara tem uma velocidade orbital média de 19,28294568 km/s e uma inclinação de 15,35266º.
Este asteroide foi descoberto em 12 de Agosto de 1883 por Christian Peters.
Este asteroide recebeu este nome em homenagem a Santa Bárbara.